# Geir Hallgrímsson
Pour les articles homonymes, voir Hallgrímsson.
 (janvier 2013).
Si vous disposez d'ouvrages ou d'articles de référence ou si vous connaissez des sites web de qualité traitant du thème abordé ici, merci de compléter l'article en donnant les références utiles à sa vérifiabilité et en les liant à la section « Notes et références ».
Geir Hallgrímsson (16 décembre 1925 – 1er septembre 1990) est un homme d'État islandais qui fut Premier ministre de son pays du 28 août 1974 au 1er septembre 1978.

## Biographie

### Carrière politique
Hallgrimson fut maire de Reykjavik de 1959 à 1972.  Durant son mandat, il étendit grandement la ville et en améliora sa structure interne. Sous son égide, le système de chauffage thermique fut étendu à toute la ville alors qu’auparavant il n’était disponible que pour une minorité de la population.  Il améliora également le réseau routier en asphaltant les rues qui étaient jusque-là des rues empierrées. Il fut un maire populaire, et lors des élections primaires de 1970, il recueillit 99 % des suffrages.
À l’automne de 1970, il arriva en tête des élections à l’Althing, devançant le premier ministre Jóhann Hafstein et le maire précédent Gunnar Thoroddsen. Il siégea au parlement de 1970 à 1983 (il obtint un siège permanent au décès du premier ministre Bjarni Benediktsson). En 1971, il fut élu vice-président du Parti de l'indépendance et il en devint le président en 1973 après que Jóhann Hafstein se fut retiré pour raisons de santé. En 1974, il conduisit son parti à une de ses plus grandes victoires électorales.  Le parti remporta 42,5 % des suffrages et obtint 25 des 60 sièges au parlement. Il dirigea alors une coalition parlementaire constituée avec le Parti du progrès.
Son gouvernement étendit la limite de pêche à 200 milles nautiques (370 km) et s’engagea pour cette raison dans la Guerre de la morue contre le Royaume-Uni.  Après que l’Islande eut rompu ses relations diplomatiques avec le Royaume-Uni en 1976 en raison du litige, des négociations aboutirent à un accord en juin de la même année.  Aux termes de cet accord, le Royaume-Uni reconnaissait la limite des 200 milles.
En 1978, le gouvernement subit un recul après avoir mis en œuvre une loi limitant les hausses de salaires dont l’objectif était d’infléchir l’inflation qui était proche de 50 %.  Les deux partis au gouvernement perdirent chacun cinq sièges et une nouvelle coalition gouvernementale fut formée sans le Parti de l’indépendance.  L’année suivante le Parti de l’indépendance se révéla incapable d’enregistrer un progrès électoral significatif au cours des élections qui avaient suivi la démission du gouvernement en place.  Hallgrimsson eut aussi à faire face à de l’opposition au sein de son propre parti  et n’arriva qu’en deuxième place aux élections primaires de 1978.  Albert Gudmundsson remporta le premier siège que Hallgrimsson lui reprit l’année suivante.  Il remporta à deux reprises contre ses opposants des élections à la présidence de son parti.  En 1979 et 1981, il obtint près de 75 % des voix respectivement contre Albert Gudmundsson et ensuite Pálmi Jónsson, alors ministre de l’agriculture.
En 1980 le vice-président du Parti de l’indépendance, Gunnar Thoroddsen décida de faire sécession du parti et incita un groupe de quatre membres du parti à former un gouvernement avec l’Alliance populaire (parti socialiste) et le Parti progressiste.  Hallgrimsson devint le chef de l’opposition.  Le Parti de l’indépendance se réunifia pour les élections parlementaires de 1983.  Hallgrimsson enregistra toutefois un recul aux élections parlementaires où il n’arriva qu’en septième position et perdit son siège au parlement.  Il fut toutefois ministre des affaires étrangères de 1983 à 1986 dans un gouvernement de coalition avec le Parti progressiste.
Après les élections il annonça qu’il ne briguerait pas un nouveau mandat de président de son parti.  Il quitta le gouvernement en 1986 pour devenir un des trois gouverneurs de la banque centrale d’Islande et conserva cette fonction jusqu’à son décès en septembre 1990.
Ancien membre du comité directeur du groupe Bilderberg. 